# Ostermanair-Sweden
Ostermanair-Sweden (offiziell Osterman Air Charter AB, ursprünglich Svea-Flyg) war eine auf dem Flughafen Stockholm/Bromma beheimatete schwedische Charterfluggesellschaft. Zum Jahresende 1965 beteiligte sich das Unternehmen an der Gründung der dänischen Fluggesellschaft Internord Aviation A/S und stellte den eigenen Betrieb ein.

## Geschichte

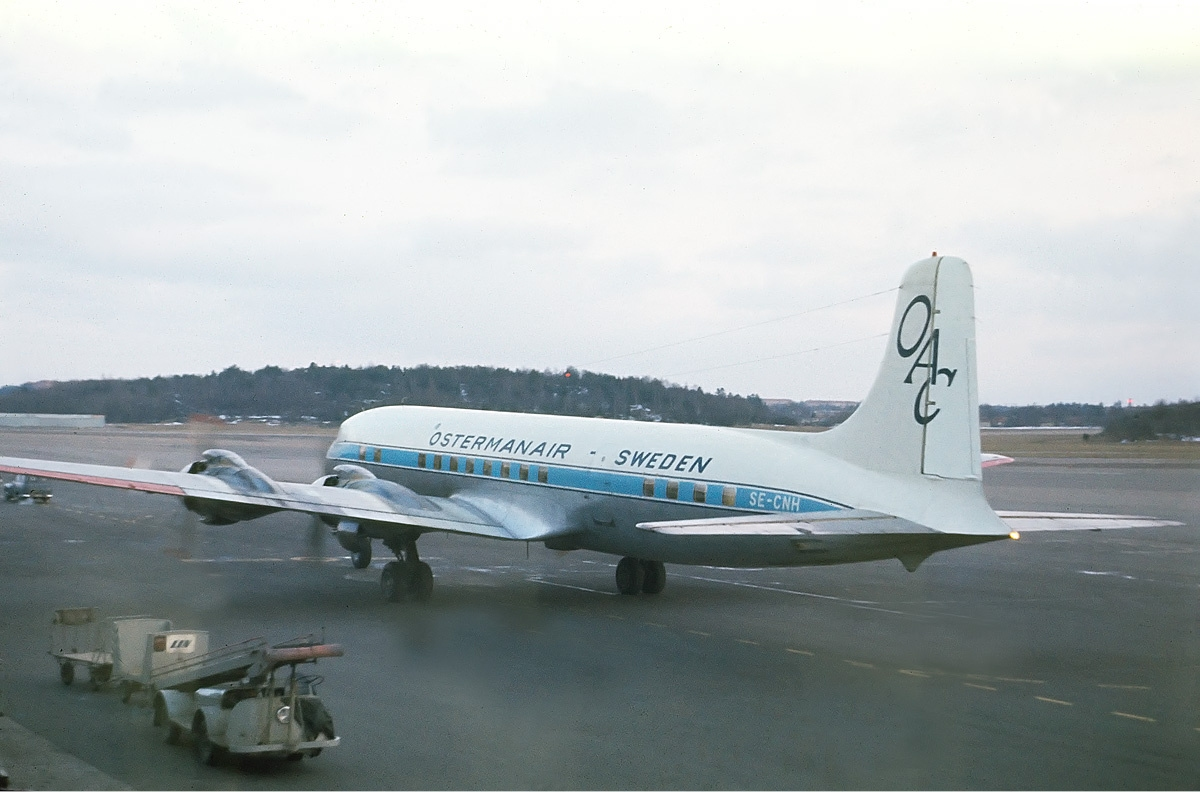
Eine Douglas DC-7 der Ostermanair-Sweden auf dem Flughafen Stockholm/Bromma

Ostermanair-Sweden wurde Ende 1962 unter dem Namen Svea-Flyg von dem Unternehmer und Piloten Göte Rosén in Stockholm gegründet. Die Betriebsaufnahme erfolgte im Mai 1963 mit einer von der Hans Osterman AB geleasten Douglas DC-6. Svea-Flyg führte vom Flughafen Stockholm/Bromma ausgehenden IT-Charterverkehr für schwedische Reiseveranstalter in den Mittelmeerraum durch. Die Mehrheitsbeteiligung an der Svea-Flyg hielt John Lennart Osterman über seine Hans Osterman AB. Lennart Osterman gehörten bereits mehrere Luftfahrtunternehmen, unter anderem die 1943 gegründete Ostermans Aero AB sowie die Generalvertretungen der US-amerikanischen Hersteller Bell Helicopter und Cessna in Schweden.
Im Sommer 1963 erwarb Lennart Osterman drei Douglas DC-7 von der US-amerikanischen Overseas National Airways (ONA). Die ersten zwei Maschinen wurden direkt nach ihrer Auslieferung ab Oktober beziehungsweise Dezember 1963 über die Svea-Flyg an die dänische Fluggesellschaft Flying Enterprise weiter verleast. Die dritte Douglas DC-7 setzte Svea-Flyg ab April 1964 selbst ein. Zeitgleich zahlte Osterman die anderen Gesellschafter aus und übernahm das Unternehmen gänzlich. Nach der Übernahme wurde die Gesellschaft zur Osterman Air Charter AB umfirmiert. Das Unternehmen setzte den Charterflugbetrieb fort und trat im Außenauftritt unter dem Markennamen Ostermanair-Sweden auf. 
Anfang 1965 stellte die Gesellschaft zwei zusätzliche Douglas DC-7 in Dienst. Gleichzeitig meldete die dänische Flying Enterprise überraschend Insolvenz an und gab ihre zwei geleasten Flugzeuge zurück. Ostermanair-Sweden verfügte somit über fünf statt drei Maschinen, die sie während der Sommersaison 1965 nur bedingt auslasten konnte. Die Gesellschaft strebte eine Zusammenarbeit mit der dänischen Aero-Nord an, um die Flugzeuge effizienter zu betreiben. 
Am 30. November 1965 vereinbarten beide Unternehmen eine Kooperation, die zur Gründung des Joint Ventures Internord Aviation A/S führte. Die in Kopenhagen ansässige Nachfolgegesellschaft nahm ihren Betrieb am 1. Januar 1966 auf. Parallel dazu stellte die Ostermanair-Schweden alle Charterdienste am 31. Dezember 1965 ein und trat ihre Beförderungsverträge an die Internord Aviation ab. Die Osterman Air Charter AB blieb Eigentümerin der Flugzeuge, die anschließend von der Internord genutzt wurden.
Am 1. Oktober 1966 wurde die Osterman Air Charter AB in Anlehnung an ihre dänische Tochtergesellschaft zur Internord Aviation AB umfirmiert. Eine von der dänischen Internord im April 1967 zurückgegebene Douglas DC-7 setzte das schwedische Mutterunternehmen im Wetlease für das Internationale Rote Kreuz bis Ende März 1969 auf Hilfsflügen in Afrika ein.

## Flotte
- Douglas DC-6 (betrieben bis März 1965, zeitweise an andere Gesellschaften vermietet)
- Douglas DC-7